# Coppa di Lega 2009-2010 (Emirati Arabi Uniti)
La Etisalat Emirates Cup 2009-2010 è la seconda edizione della competizione a cui partecipano le 12 squadre della UAE Football League 2009-2010.
La Competizione è stata vinta dall'Al-Jazira Club in finale contro l'Ajman Club aggiudicandosi il suo primo titolo nella competizione.

## Sorteggi Gruppi
Le 12 squadre che hanno preso parte alla competizioni sono state divise in 3 gruppi da 4 squadre. A passare alla seconda fase sono le vincitrici di ogni girone più la migliore seconda
| Gruppo A                           | Gruppo B                                                  | Gruppo C                                     |
| ---------------------------------- | --------------------------------------------------------- | -------------------------------------------- |
| Al-Wahda Sharjah Al Dhafra Al-Ahli | Al-Shabab Al-Ain Ajman Club Baniyas Sports & Culture Club | Al-Wasl Al-Jazira Club Emirates Club Al-Nasr |

## Fase a Gironi

### Gruppo A
| Team           | GP | W | D | L | GS | GA | GD | Pts |
| -------------- | -- | - | - | - | -- | -- | -- | --- |
| Al-Wahda       | 6  | 4 | 1 | 1 | -  | -  | -  | 13  |
| Sharjah        | 6  | 2 | 3 | 1 | -  | -  | -  | 9   |
| Shabab Al-Ahli | 6  | 1 | 4 | 1 | -  | -  | -  | 7   |
| Al Dhafra      | 6  | 0 | 2 | 4 | -  | -  | -  | 2   |

### Gruppo B
| Team      | GP | W | D | L | GS | GA | GD | Pts |
| --------- | -- | - | - | - | -- | -- | -- | --- |
| Al-Ain    | 6  | 4 | 1 | 1 | -  | -  | -  | 13  |
| Ajman     | 6  | 3 | 1 | 2 | -  | -  | -  | 10  |
| Baniyas   | 6  | 3 | 1 | 2 | -  | -  | -  | 10  |
| Al-Shabab | 6  | 0 | 1 | 5 | -  | -  | -  | 1   |

### Gruppo C
| Team      | GP | W | D | L | GS | GA | GD | Pts |
| --------- | -- | - | - | - | -- | -- | -- | --- |
| Al-Jazira | 6  | 4 | 2 | 0 | -  | -  | -  | 14  |
| Al-Nasr   | 6  | 1 | 4 | 1 | -  | -  | -  | 7   |
| Emirates  | 6  | 2 | 0 | 4 | -  | -  | -  | 6   |
| Al-Wasl   | 6  | 1 | 2 | 3 | -  | -  | -  | 5   |

## Fase finale

### Semifinali
| Abu Dhabi 4 marzo 2010, ore 21:00 | Al-Wahda | 1 – 1 | Al-Jazira | Al-Nahyan Stadium (10.238 spett.) |

| Ajman 4 marzo 2010, ore 16:30                            | Ajman     | 1 – 1         | Al-Ain | Ajman Stadium (9.789 spett.) |
| \| \| \| \| \| Kabi 71’ \| Marcatori \| 34’ José Sand \| |           |               |        |                              |
|                                                          |           |               |        |                              |
| Kabi 71’                                                 | Marcatori | 34’ José Sand |        |                              |

| Al-ʿAyn 27 marzo 2010, ore 13:45 | Al-Ain    | 3 – 3                                           | Ajman | Sheikh Khalifa International Stadium |
| \| \| \| \| \| José Sand 42’ · Ahmed Ismail 55’ · José Sand 66’ · Jorge Valdivia 90+4’ \| Marcatori \| 23’ Mohamed Kader 60’ Mohamed Kader 90+4’ Harib \| |           |                                                 |       |                                      |
| |           |                                                 |       |                                      |
| José Sand 42’ · Ahmed Ismail 55’ · José Sand 66’ · Jorge Valdivia 90+4’                                                                                   | Marcatori | 23’ Mohamed Kader 60’ Mohamed Kader 90+4’ Harib |       |                                      |

| Abu Dhabi 27 aprile 2010, ore 21:00 | Al-Wahda | 0 – 3 | Al-Jazira | Stadio Mohammed Bin Zayed |

### Finale
| Dubai 21 maggio 2010, ore 19:40                                       | Al-Jazira | 2 – 0 | Ajman | Al-Maktoum Stadium (8.000 spett.) |
| \| \| \| \| \| Ali Mabkhout 83’ Sultan Bargash 94’ \| Marcatori \| \| |           |       |       |                                   |
|                                                                       |           |       |       |                                   |
| Ali Mabkhout 83’ Sultan Bargash 94’                                   | Marcatori |       |       |                                   |

| campioni Etisalat Emirates Cup 2009–10 |
| -------------------------------------- |
| Al-Jazira Club (1º titolo)             |